# 石邦憲
石邦憲（？—1568年），字希尹，貴州都指揮使司清平衞（今貴州省凱里縣清平鎮）人，明朝軍事將領。
石宗曾孫、石瑛之孫、石堅之子。嘉靖七年，世職為指揮使，因戰功升為都指揮僉事，充銅仁參將，因苗龍許保、吳黑苗族叛亂，被逮捕連坐。總督張岳請求留用，之後跟隨征戰，卓有成就。后進署都督僉事，充總兵官，代沈希儀鎮守貴州。之後平定播州宣慰楊烈叛亂、湖廣漵浦瑤沈亞當叛亂，大小征戰數十百次，均為勝利。與四川何卿、廣西沈希儀並稱一時名將，嘉靖四十一年，授右都督，死後贈左都督。

## 延伸阅读
[在维基数据编辑]
 《明史卷二百一十一》，出自《明史》